# ウォーク・オン・ウォーター
『ウォーク・オン・ウォーター』（原題：ללכת על המים、英：Walk on Water）は、2004年に製作されたイスラエルの映画。エイタン・フォックス監督。

## キャスト
- エイアル：ライアー・アシュケナジ（英語版）
- アクセル・ヒメルマン：クヌート・バーガー（英語版）
- ピア(アクセルの姉)：キャロライン・ピータース（英語版）
- アクセルの母：カローラ・レニエ

## 受賞・ノミネート
- 2006年(第31回)セザール賞-外国映画賞ノミネート（エイタン・フォックス）